# Смена (футболна академия)
Футболна академия „Смена“ е футболна детско-юношеска школа на Зенит (Санкт Петербург).
Основана е през 1968 г. От нея са тръгнали звезди като Андрей Аршавин, Олег Саленко, Вячеслав Малафеев, Игор Денисов и Владимир Бистров. През септември 2009 г. е преименувана на ДЮШ на ФК „Зенит“.